# Caplutta Sontga Onna
Die Caplutta Sontga Onna (rätoromanisch im Idiom Sursilvan für «Kapelle der heiligen St. Anna») ist eine Kapelle in der Gemeinde Trun in der Surselva im Schweizer Kanton Graubünden. 

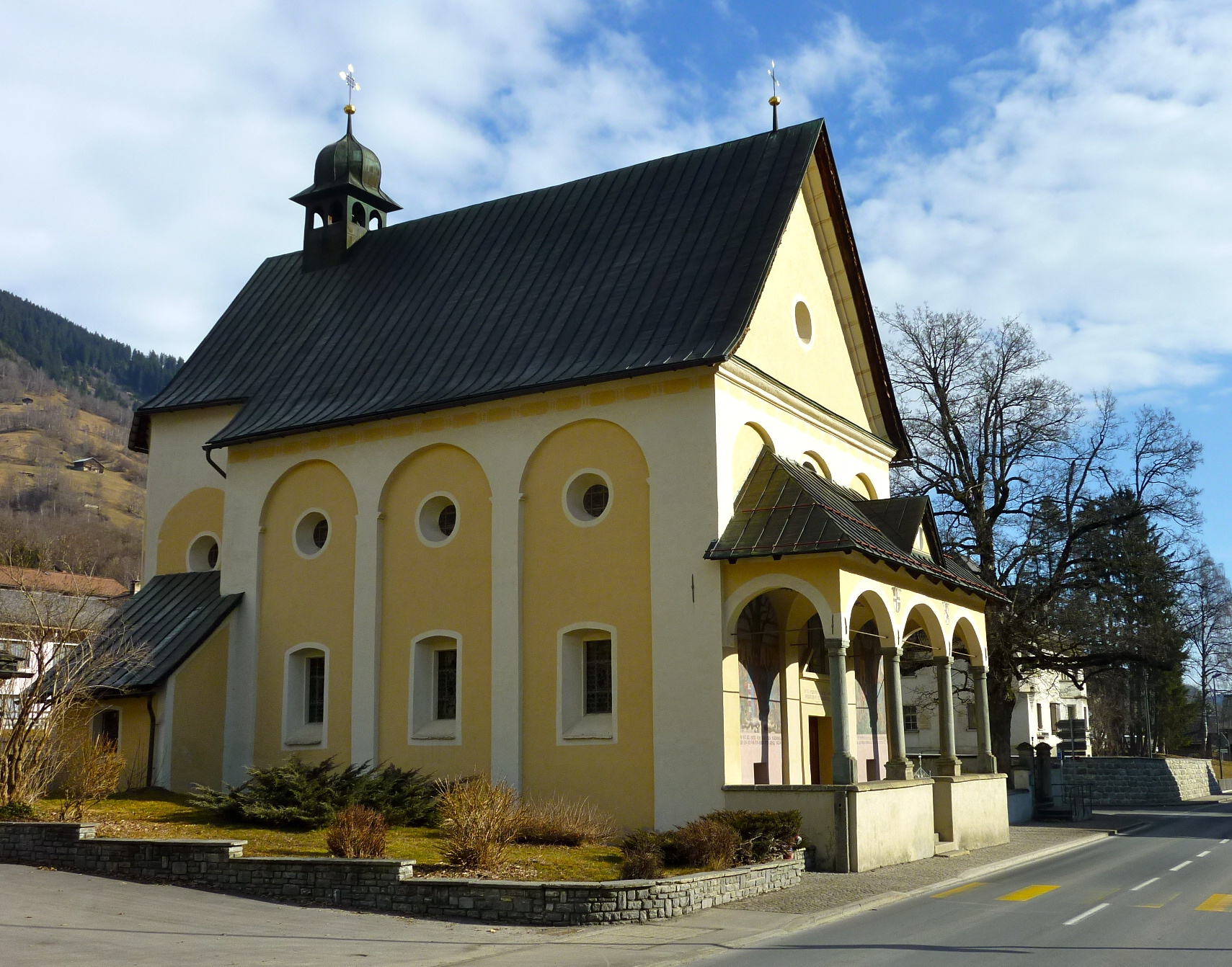
Ansicht von SW

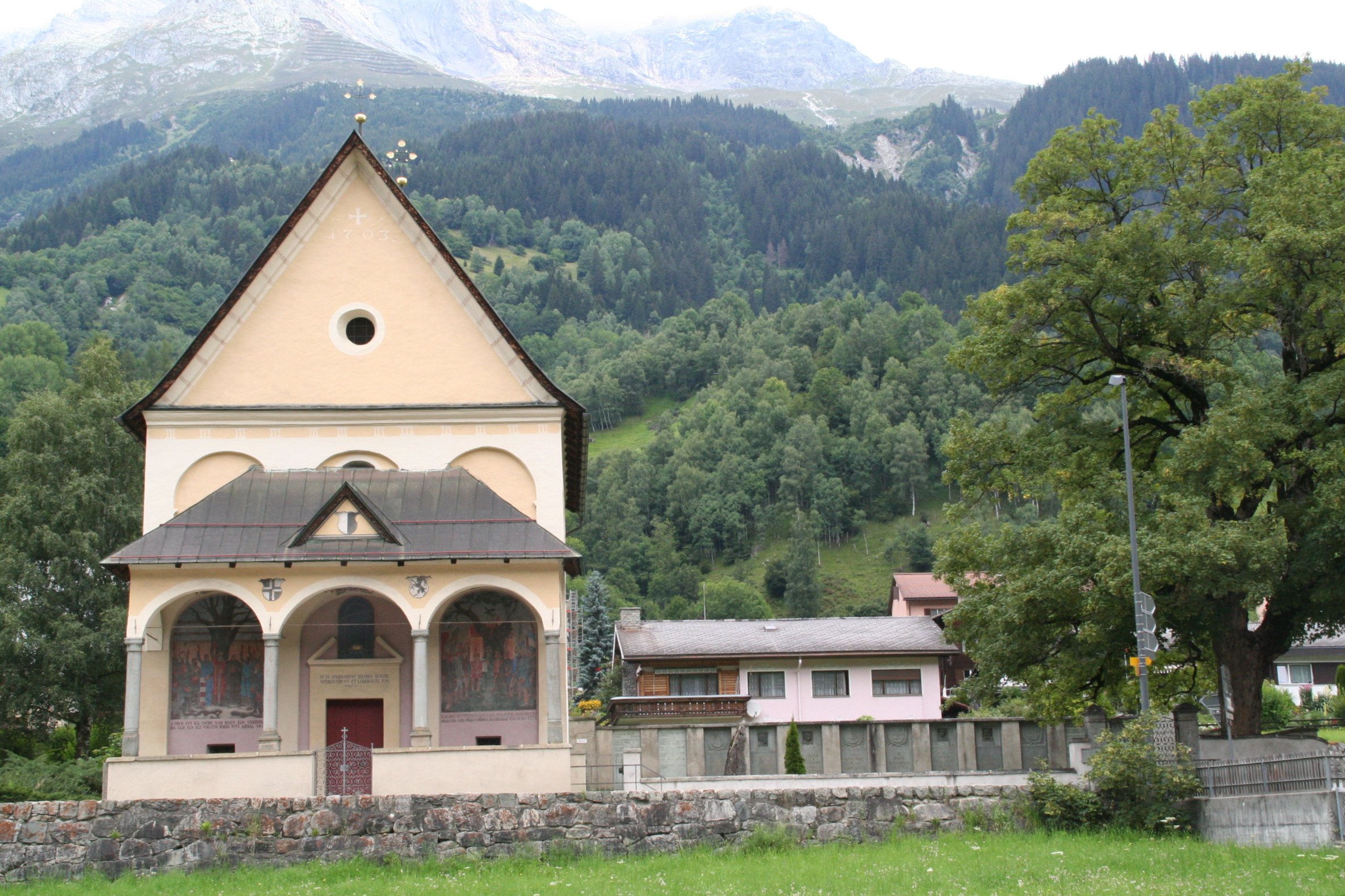
Kapelle neben dem Ehrenhof des Grauen Bundes, rechts der Ahorn von Trun

## Geschichte
Die erste urkundliche Erwähnung der Kapelle stammt aus einem Konsekrationsbrief vom 18. Oktober Jahr 1500, als Weihbischof Balthasar eine vermutlich bereits bestehende Kapelle der Jungfrau Maria, ihrer Mutter Anna und den Heiligen Andreas, Nikolaus Wolfgang und Helene weihte. Die Namen der Heiligen deuten auf eine Beziehung zum Bergbau. 
Am 15. Oktober 1515 wurde die capella gloriose virginis Marie et Sancta Anne genannte Kapelle mit drei Altären erneut geweiht. Gemäss der Chronik von Fortunat Sprecher von 1617 hatte sich damals das Patrozinium der Heiligen Anna bereits durchgesetzt.
Die heutige Kapelle, ein Barockbau mit polygonalem Chor wurde quer zum ursprünglichen Bau erstellt und am 13. Juli 1704 geweiht. Eine Gesamtrenovation erfolgte 1924, eine Innenrenovation 1994.

## Bau

### Aussen

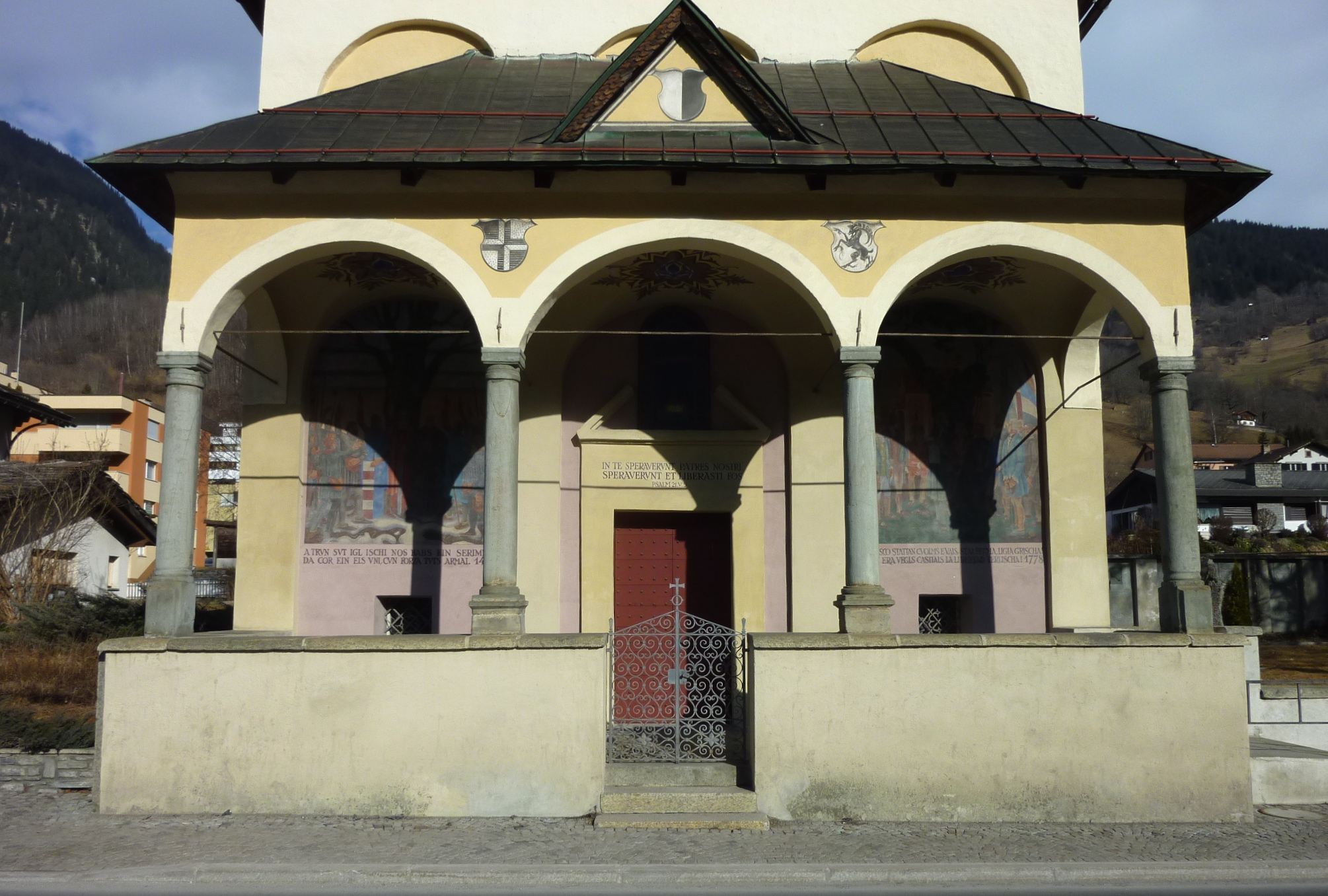
Vorhalle

Die toskanische Vorhalle war ursprünglich wohl nicht geplant, da sie die Rundbogen überschneidet, welche die Kapelle rundum gliedern. Die ersten Bemalungen der Vorhalle stammten aus dem 18. Jahrhundert. 1836 wurden sie durch Fresken von Ludwig Kühlental ersetzt, die bei der Renovation von 1924 durch solche von Otto Baumberger ersetzt wurden. Sie zeigen die Gründung des Grauen Bundes vom 16. März 1424 und dessen letzte Erneuerung von 1778.

### Innen
Der nach Norden ausgerichtete Bau besteht aus einem dreijochigen Langhaus und eingezogenem polygonalem Chor. Die Wände sind durch Pilaster gegliedert. Der Hochaltar stammt aus der Zeit um 1704. Das Altarblatt zeigt eine Anna selbdritt von Fridolin Eggert. Die beiden hölzernen Seitenaltäre zeigen Abbildungen von Heiligen. Sie stammen von Jakob Soliva und sind mit 1717 datiert.

## Bilder

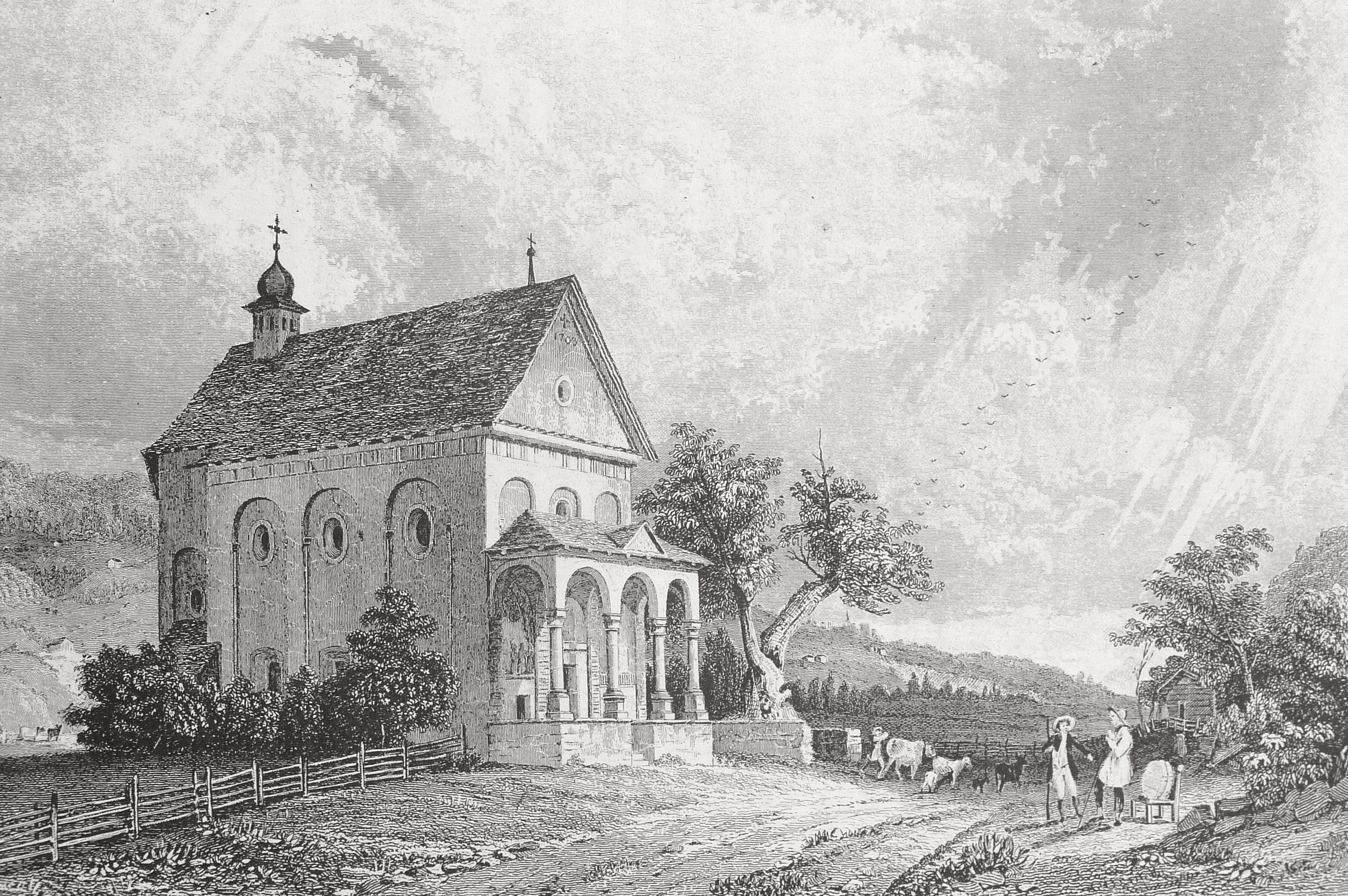
1836; rechts der Ahorn von Trun
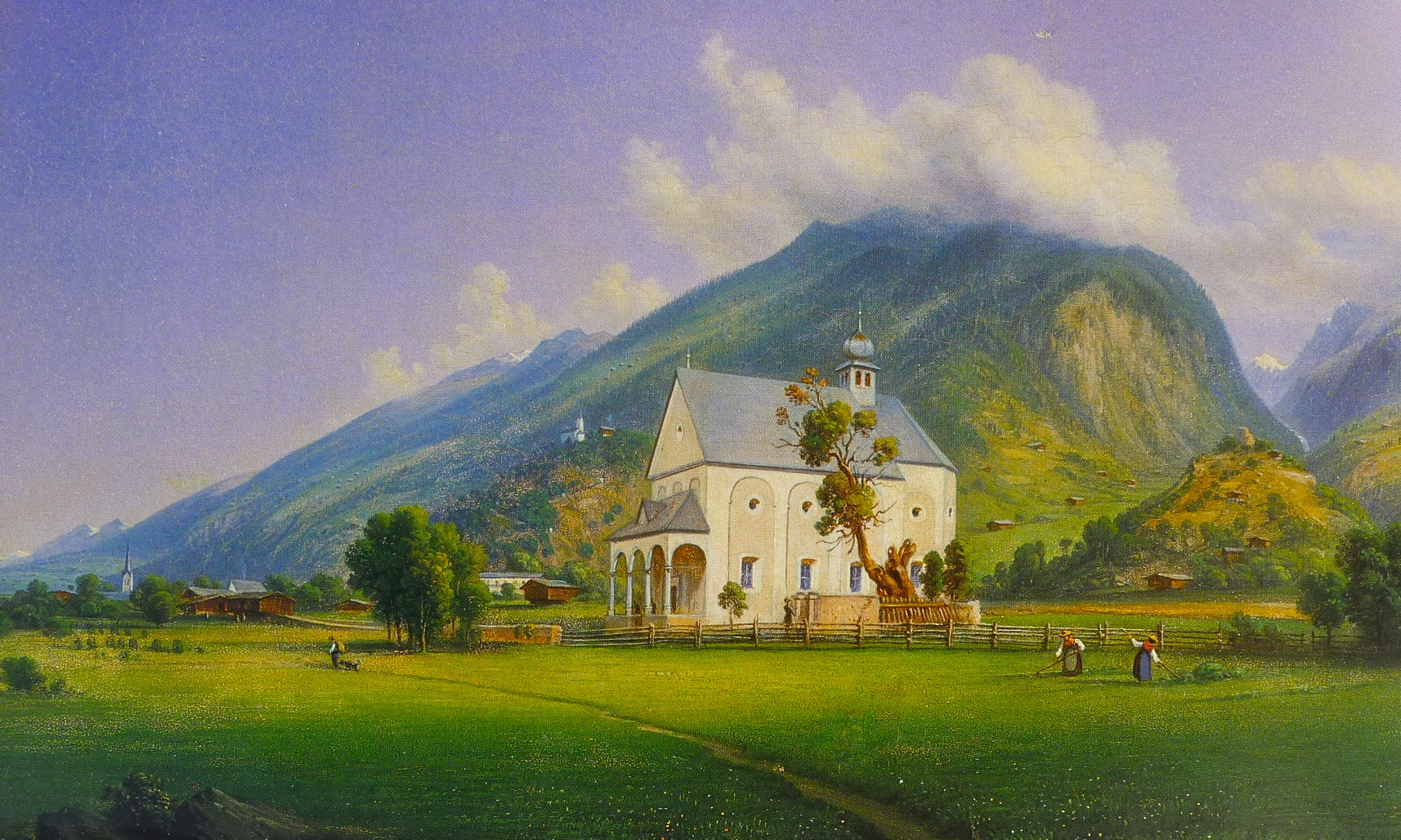
Um 1865; rechts hinten die Ruine der Burg Cartatscha
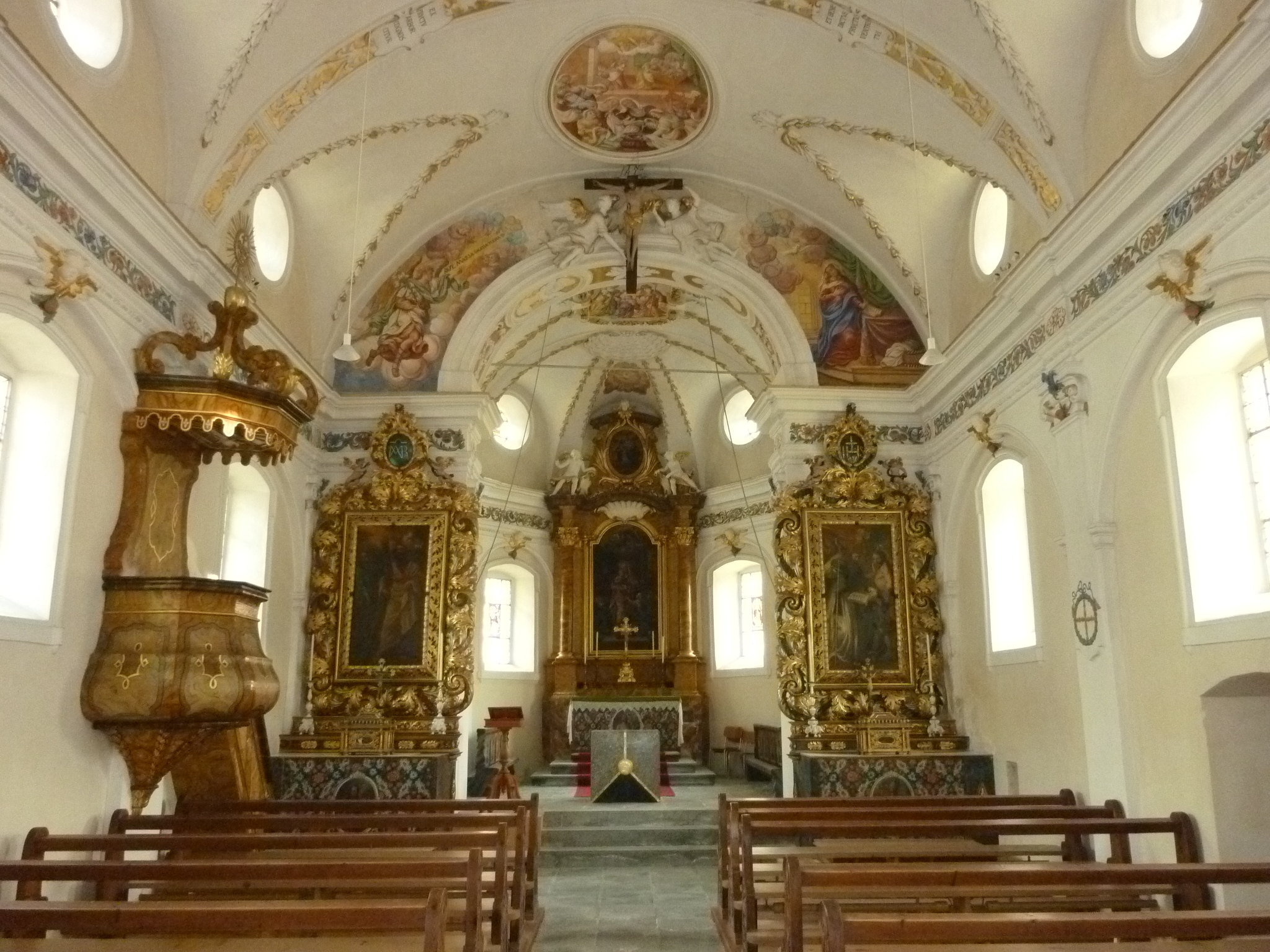
Chor
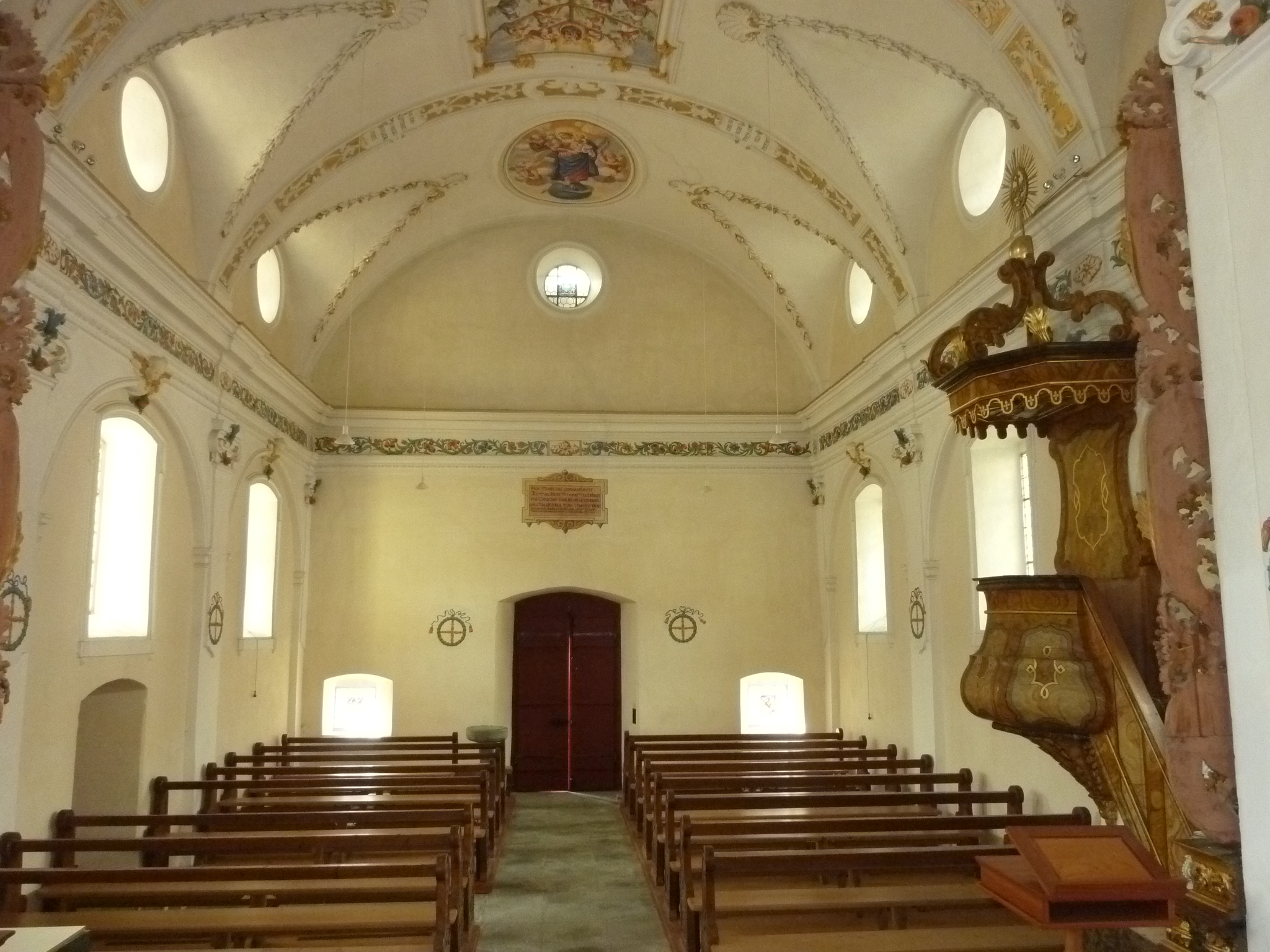
Rückseite

## Ahorn und Ehrenhof

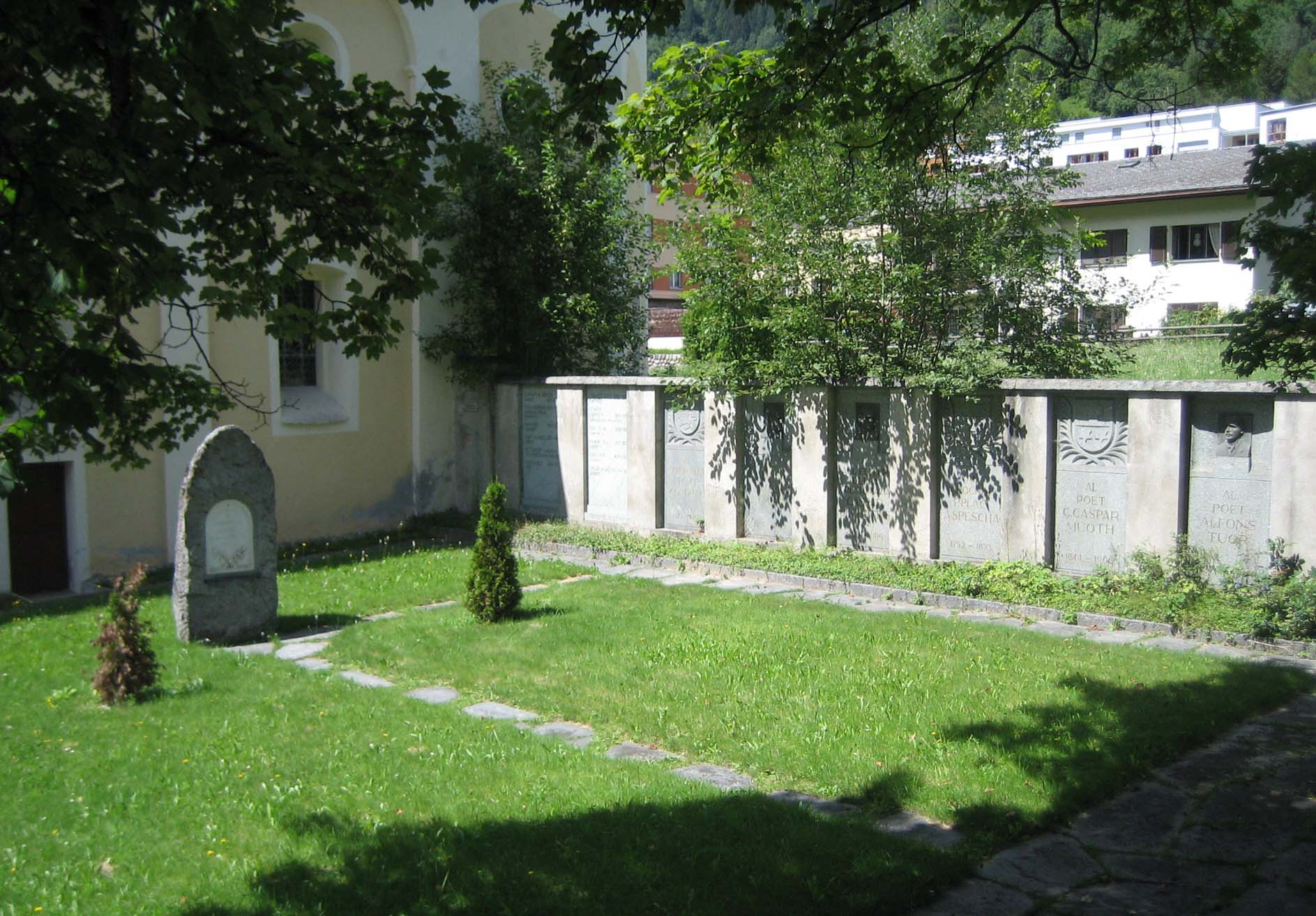
Ehrenhof

Im Ehrenhof des Grauen Bundes auf der Ostseite der Kapelle werden bekannte Persönlichkeiten aus der Region durch Gedenktafeln geehrt. An der Aussenmauer des Hofes steht der Ahorn von Trun, der 1867 aus einem Schössling des alten Baumes gepflanzt wurde. 